# Slemenice
Slemenice – wieś w Chorwacji, w żupanii medzimurskiej, w mieście Čakovec. W 2011 roku liczyła 244 mieszkańców.